# 西園寺公藤
西園寺 公藤（さいおんじ きんふじ）は、室町時代の公卿。官位は正二位・右大臣

## 経歴
文明14年（1482年）に従三位となり、公卿に列する。文明17年（1485年）に権中納言。延徳元年（1489年）に権大納言となる。明応6年（1497年）右近衛大将。文亀元年（1501年）内大臣、左近衛大将となる。文亀4年に左近衛大将を辞職。永正3年（1506年）には右大臣となるも翌年辞職。永正9年（1512年）に中風で薨去。享年58。

## 系譜
- 父：西園寺実遠（1434-1495）
- 母：不詳
- 妻：不詳
  - 男子：西園寺実宣（1496-1541）
  - 男子：洞院実賢